# Про дурачка
«Про дурачка́» — одна из самых известных песен русского рок-музыканта Егора Летова; впервые издана в 1990 году в альбоме «Прыг-скок: детские песенки» проекта «Егор и Опизденевшие», в дальнейшем постоянно исполнялась на концертах Летова и его группы «Гражданская оборона».

## История создания
В 1990 году Егор Летов вернулся из очередной поездки на Урал, в район Лысой горы, проведённой в процессе изучения им «мистических явлений и оккультных наук». После путешествия у Летова в течение месяца держалась очень высокая температура, он находился в бреду, «был вынужден побриться наголо, не мог спать по ночам, совсем ослаб». Егор объяснял это тем, что его покусал энцефалитный клещ; рок-журналист Александр Кушнир считал эту версию мифом и связывал такое состояние с эмоциональным шоком от экспедиции. Со слов Летова, врачи говорили, что его может парализовать или он может сойти с ума. Но Егор, будучи любителем футбола, смотрел матчи сборной Камеруна на Чемпионате мира в Италии, которые, как он считал, его и спасли (впервые африканская сборная дошла до четвертьфинала, что стало главной сенсацией мундиаля); «ходил и сочинял песни, записывая их по ночам», они составили впоследствии альбом «Прыг-скок: детские песенки», посвящённый, в том числе, выступлению камерунцев. По мнению Кушнира, своё тогдашнее состояние Летов лучше всего передал в «двух ключевых композициях» этого альбома: «Про дурачка» и «Прыг-скок».
«Про дурачка» была написана 8 июля за пару часов до начала трансляции финала Чемпионата мира Германия — Аргентина. Песня родилась «из обрывочных образов, словосочетаний и строк», записанных в полубессознательном состоянии; связующим звеном стало переработанное старинное русское заклинание (заговор) на смерть: «Ходит покойничек по кругу, ищет покойничек мертвее себя» — у Летова в припевах дурачок ходит по лесу, по миру, по небу и опять по лесу, ища кого-нибудь глупее себя.
Брат Егора Сергей Летов утверждал, что песня навеяна прогулками по берёзовым рощам вокруг Чкаловского посёлка в их родном Омске с заходами на кладбище, где похоронена их мать; «„Дурачок по лесу“ — это он, конечно, о себе пишет.». На то, что весь альбом «Прыг-скок», в том числе и данная песня, «пронзительно личный, автобиографический», указывал в 1992 году журналист газеты «Rock-Fuzz».

## Изданные версии
Студийные
1. «Прыг-скок: детские песенки» (1990). Исполнена а капелла; планировалось сделать 18 вокальных партий, но удалось записать только 4, так как «стеклоферритовая записывающая головка не позволяет сделать разрежение между голосами»[1][3][7]. Записана в домашней студии ГрОб-records 9 июля 1990 года. Сведена там же 18-19 июля. 1-й трек, 04:27. 7-й (до переиздания 2005 года 9-й) трек этого альбома — «Ещё раз про дурачка» — представляет собой 2 строчки из припева: «Ходит дурачок по небу, ищет дурачок глупее себя.» уже в гитарном сопровождении[8]. Таким образом, «Про дурачка» открывала обе стороны магнитоальбома[5].
2. «Солнцеворот» (переиздание 2005 года — «Лунный переворот») (1997). Электрическая версия песни была придумана ещё во время записи альбома «Прыг-скок», но осуществить её тогда не удалось по техническим причинам[1][3][7]. Женская подпевка (Анна Волкова), начинающаяся со строчки «Моя мёртвая мамка вчера ко мне пришла…», по мнению Летова, добавлена «просто наповал, совсем гениально»[7]. Присутствует 4 сольных партии для голоса и гитары и гармонические партии — ритм, бас и орган[9]. Записана в ГрОб-records в мае-октябре 1995 года. Сведена там же в январе 1997 года. 8-й трек, 04:51[10].
3. «Сносная тяжесть небытия» (1997). Трек появился в переиздании альбома в 2005 году, в оригинальной версии 1997 года — «Невыносимая лёгкость бытия» — его не было.[11] 6-й трек, 04:54.

Концертные
«Про дурачка» стала одной из самых известных песен автора и исполнялась на ура на большинстве концертов группы «Гражданская оборона» и сольных концертов Егора Летова, поэтому после 1990 года она присутствует во всех изданных концертных альбомах, за исключением «Свободы» и «XX лет. ДК Горбунова 13.11.2004».
1. «Концерт в городе-герое Ленинграде» (акустика Егора Летова 2 июня 1994). 10-й трек, 03:20. Также этот трек входит в сборник акустических треков 1989—1994 годов «Музыка весны», 60-й трек, 03:22.
2. «Русский прорыв в Ленинграде» (ЛДМ, 3 июня 1994). 1-й трек, 04:13. В начале песни случайный зритель, попавший к микрофону и впоследствии уведённый охраной, напевает, перевирая, строчки из песни «Всё идёт по плану» (данный эпизод зафиксирован на DVD-версии концерта).
3. «Концерт» («Крылья Советов», Москва, 4 июля 1997). 5-й трек, 04:37.
4. «Акустика. Полигон» (акустика Егора Летова 24 мая 1997 года в рок-клубе «Полигон» в Санкт-Петербурге). 9-й трек, 3:24.
5. «Егор Летов, ГО. Полигон» (сборник треков с концертов в рок-клубе «Полигон» в Санкт-Петербурге). Две версии:
  - акустическая — 23 марта 2002 года. 4-й трек.
  - электрическая — 8 декабря 2001 года. 15-й трек.
6. «Концерт в О. Г. И.» (братья Егор и Сергей Летовы, 26 ноября 2002, клуб «Проект ОГИ»). 18-й трек.
7. «Выступление в клубе «Рок-Сити»» (Новосибирск, 17 мая 2004). 19-й трек, 04:37.
8. «Апельсин. Акустика» (акустика Егора Летова, клуб «Апельсин», Москва, 12 февраля 2006). 15-й трек 2-го CD, 03:09.
9. «Апельсин. Электричество» (клуб «Апельсин», Москва, 19 ноября 2006). 23-й трек, 04:37.

## Прочие факты
- См. о фразе «Не бывает атеистов в окопах под огнём».
- Ответ Егора на вопрос, нашёл ли он глупее себя: «Да, целый день только их и нахожу. Уже хочется умней себя найти.»[2]
- Текст песни включён в вышедший в 1994 году сборник стихов Егора Летова, Янки Дягилевой и Константина Рябинова «Русское поле экспериментов»[19] и вышедший в 2003 году сборник стихов Летова[20].
- На трибьюте «Гражданской обороны» (2001 год) «Про дурачка» исполнена группой «Чиж & Co». Критики отмечали, что песня подходит для этой группы и «Чиж» остался в ней сам собой; часть посчитали, что получилось хорошо[21][22][23], а некоторых исполнение не порадовало[24][25].
- В 2018 году вышел клип Найка Борзова на кавер «Про дурачка».
- «Про дурачка» — единственная песня Егора Летова и «Гражданской обороны», прозвучавшая в художественном фильме при жизни автора: её акапелльная версия с согласия ознакомившегося со сценарием Летова была включена в драму 2006 года «Живой».[9]
- По словам Летова, если бы он хотел снимать клипы, то делал это максимально подобно подходу группы «Residents». Например, клип песни «Про дурачка» он снял бы в Венеции во время карнавала.[9]
- Музыкальный критик Максим Семеляк, говоря о последнем альбоме «Гражданской обороны» «Зачем снятся сны?» 2007 года, сравнил его с песней «Про дурачка»: это «как бы взгляд на всё-про-всё с птичьего полёта. Причём, это уже не привычная эйфория дурачка, который вдруг полетел на воздушных шариках над расчудесной страной, но своего рода продуманная экспедиция со всем необходимым снаряжением.»[26]
- Кинокритик Станислав Ф. Ростоцкий заметил, что «Про дурачка» — «самая страшная, точная и исчерпывающая рецензия» на фильм «Мертвец» Джима Джармуша, «хоть и была написана пятью годами раньше».[18] Примечательно, что сам Егор Летов очень высоко отзывался об этой картине и творчестве режиссёра в целом[27][28].
- «Зубчатые колёса» фигурируют в одноимённом рассказе Рюноскэ Акутагавы 1927 года, где писатель рассказывает о своих галлюцинациях: «Что-то преследовало меня, и это на каждом шагу усиливало мою тревогу. А тут поле моего зрения одно за другим стали заслонять полупрозрачные зубчатые колёса. В страхе, что наступила моя последняя минута, я шёл, стараясь держать голову прямо. Зубчатых колёс становилось всё больше, они вертелись всё быстрей.».[29]